# NGC 6361
NGC 6361 (другие обозначения — UGC 10815, MCG 10-25-4, ZWG 300.9, ARP 124, IRAS17180+6039, PGC 60045) — спиральная галактика (Sb) в созвездии Дракон.
Этот объект входит в число перечисленных в оригинальной редакции «Нового общего каталога».